# Charles-Marie-Augustin de Goyon
Charles-Marie-Augustin de Goyon (Nantes, 13 settembre 1803 – Parigi, 17 maggio 1870) è stato un militare francese.

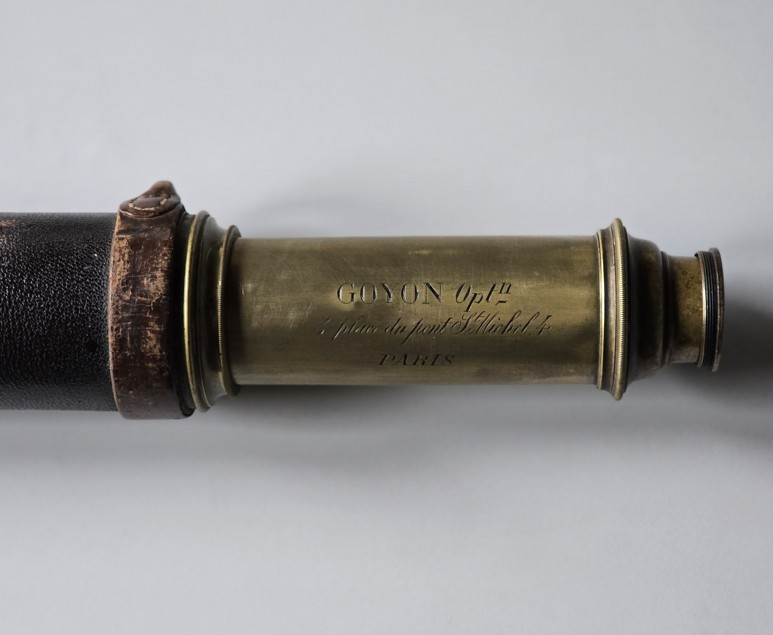
Cannocchiale di Charles Marie Augustin Goyon - collezione privata

Fu aiutante di campo di Napoleone III e senatore del Secondo Impero.

## Biografia
Charles Marie Augustin era il figlio di Michel Augustin, Visconte de Goyon, prefetto napoleonico poi gentiluomo di camera del re Carlo X, e di Pauline Antoinette Hippolyte de La Roche-Aymon, contessa de Goyon, che era stata Dama di compagnia (1815-1825) di Sua altezza reale Maria Teresa Carlotta di Borbone-Francia; la nonna materna, la marchesa de La Roche-Aymon (cameriera di casa Beauvilliers), fu Dama di compagnia della regina Maria Antonietta; entrambe avevano condiviso la sfortuna di quella infelice regina; arrestate con lei nel Palazzo delle Tuileries, condotte alla Prigione dell’Abbazia, poi in altre prigioni.
Entrato nella scuola speciale di Saint-Cyr nel 1819, ne uscì nel 1821 come sottotenente nel 17º reggimento dei cacciatori a cavallo, fece la campagna di Spagna (1823) e fu distaccato come ufficiale d’ordinanza del tenente generale marchese de la Roche Aymon (suo zio materno), comandante della 10ª divisione del 4º corpo d'armata in Catalogna, e fu decorato con la croce di cavaliere dell’Ordine di Carlo III di Spagna.

## Monarchia di Luglio
Nel 1825 fu promosso tenente nel 1º reggimento dei corazzieri della regina e il 4 luglio 1830, capitano nello stesso reggimento. Nel mese di agosto dello stesso anno, per senso di lealtà nei confronti dell’antico regime, lasciò il servizio attivo e si fece mettere in congedo senza trattamento.
Nel 1832, ritenendo di aver sufficientemente soddisfatto il suo debito di riconoscenza, il conte Goyon riprese la carriera che amava, in qualità di capitano nel 4º Ussari.
Il 16 novembre 1836 a Parigi, sposò Henrietta Oriane de Montesquiou-Fezensac.

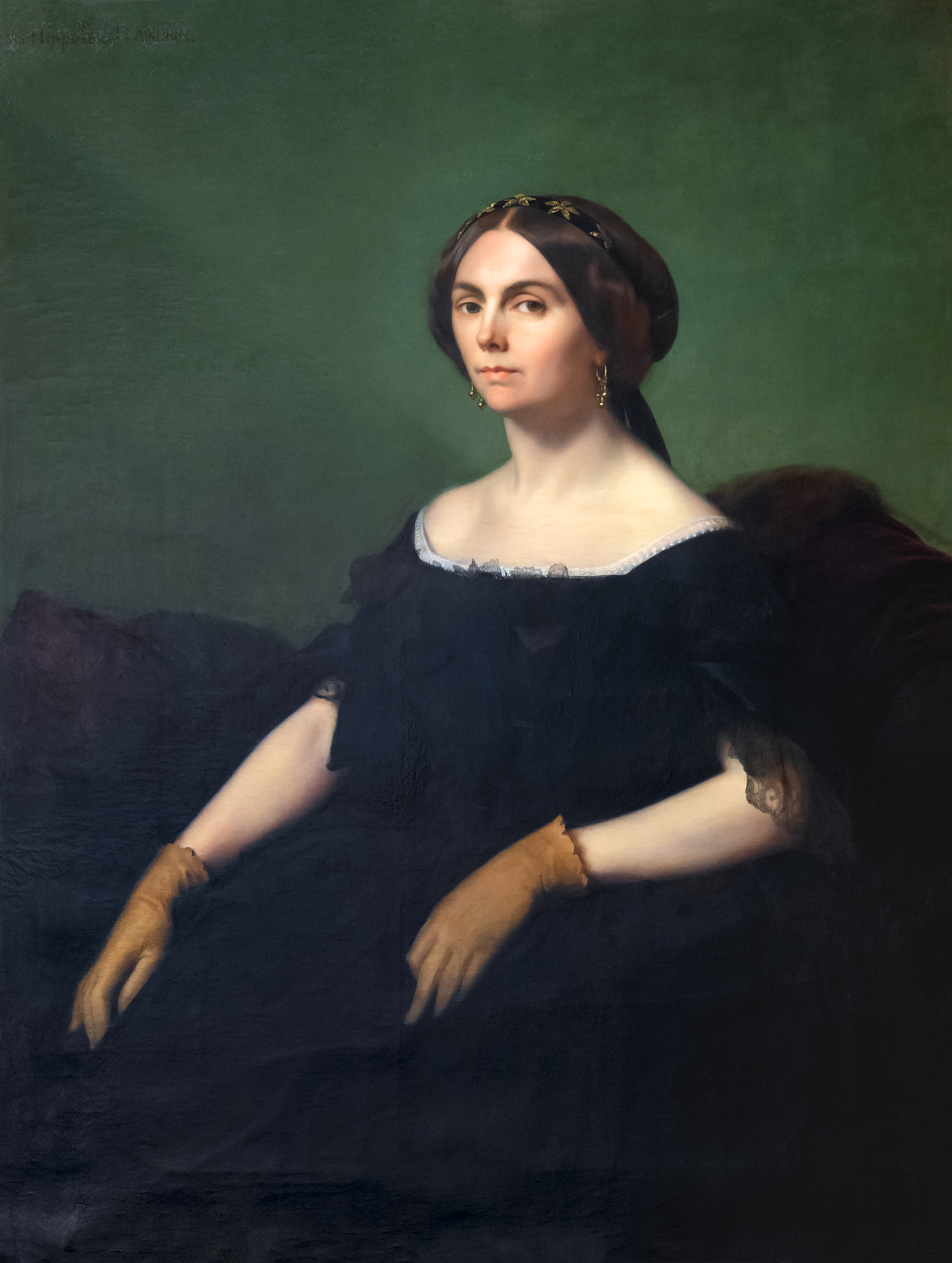
Henriette Auriane de Montesquiou Fezensac (1813-1887).

Nel 1838, fu nominato addetto d’ambasciata al seguito dell'ambasciatore in Spagna, Raymond de Montesquiou, II duca di Fezensac, suo patrigno. Ci restò solo pochi mesi e, al ritorno in Francia, ebbe l'onore di un incarico piuttosto importante da parte di Sua maestà la regina Cristina, che a testimonianza della sua soddisfazione, lo nominò commendatore dell'Ordine di Isabella la Cattolica. Venti anni dopo, a Roma, in riconoscimento dei suoi servizi nella Città Santa, su ordine di Sua Maestà Isabella II di Spagna, fu insignito della Gran Croce dello stesso ordine.
Alla fine dello stesso anno 1838 rientrò in servizio nel 1° Ussari e il 15 gennaio 1839 conseguì il grado di maggiore, il 28 del mese di aprile 1841 fu nominato Cavalierato della Legion d'onore, nel 1843 passò al 12° dragoni come tenente colonnello, e nel 1845 ebbe il comando del 2º reggimento dell'arma.

## Seconda Repubblica
Poco dopo la rivoluzione del febbraio 1848, essendo stato chiamato a Parigi con il suo reggimento, il colonnello Goyon poté rendere un importante servizio quando, il 15 maggio, l'Assemblea nazionale fu invasa da un'"orda di faziosi". Grazie all'energia e la determinazione da lui dimostrata in questa grave circostanza, riuscì a ristabilire l'ordine minacciato. Durante la sanguinosa repressione dei giorni del mese di giugno, il 2º dragoni fu onnipresente: all'Assemblea Nazionale, la Bastiglia, il Faubourg Saint-Antoine, la barriera del Trono. " Il 2º dragoni ha ricevuto in questa occasione ricompense ben meritate; e il suo comandante, già cavaliere della Legion d'Onore dal 28 del mese di aprile 1841, fu nominato Ufficiale dello stesso ordine da un decreto speciale del 28 luglio 1848, concernente i suoi servizi."
Nel 1850, il 9 gennaio, Goyon rifiutò il grado di generale di brigata reclamato per lui dall'opinione pubblica e che gli era stato conferito dal Principe-presidente. Chiese, come favore personale, di rimanere al comando del 2° dragoni a cui si sentiva particolarmente legato, almeno fino a quando il reggimento fosse rimasto a Parigi.
Il 19 aprile, alla vigilia del trasferimento del suo reggimento a Lione, Goyon fu comunque promosso generale ed il 24, fu nominato comandante in capo della Scuola di Cavalleria di Saumur. Egli la migliorò e gettò le basi per i progressi realizzati dai suoi successori. È nell'esercizio di questo comando che fu nominato commendatore dell’Ordine del Cristo (Portogallo) come riconoscimento della cura che aveva profuso nell'addestramento militare dato ai giovani ufficiali portoghesi che gli erano stati affidati.

## Aiutante di campo di Napoleone III

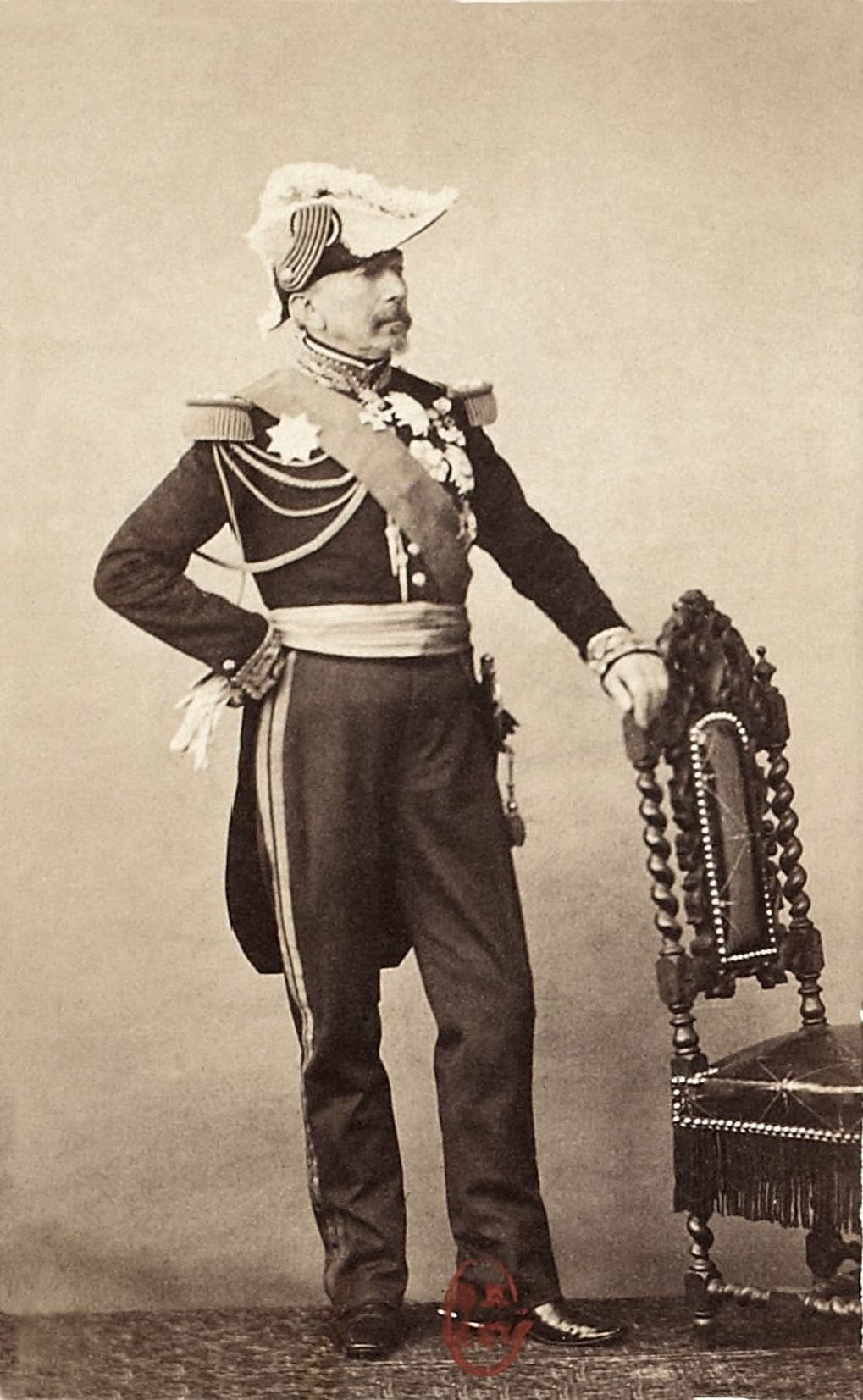
Il generale de Goyon, fotografia del 1860

Il 12 febbraio 1852, il conte de Goyon ebbe l’onore di entrare a far parte degli aiutanti di campo dell'imperatore. Fu costretto, a causa di questa nuova posizione, ad abbandonare in maggio il suo comando della Scuola di Cavalleria, tanto più che il 19 aprile dello stesso anno fu nominato commissario straordinario del governo per i prigionieri politici. Dovendo giudicare circa 600 infelici, si rifece costantemente a quei principi di saggezza superiore propri del Principe-presidente, il quale voleva che la difesa fosse indipendente, che fosse apprezzato il pentimento, e che non voleva orfani politici, o che gli interessi dei bambini fossero compromessi dalla cattiva condotta dei genitori. Detenuti provenienti da 40 dipartimenti da lui giudicati, ne riconobbero l’alto senso di giustizia e di umanità in una lettera indirizzata al Principe-presidente.
Nel 1853, quando il duca di Genova Ferdinando di Savoia-Genova (1822-1855) si recò in Francia, il generale de Goyon, per ordine dell’imperatore, si mise a disposizione di S.A.R. che, soddisfatto del suo servizio, vedendo che già era commendatore dell’Ordine dei Santi Maurizio e Lazzaro, lo insignì del Gran cordone dello stesso ordine.
Nel settembre 1853, il generale Goyon fu inviato come capo missione, presso Sua Maestà l’Imperatore Francesco Giuseppe I d'Austria, per assistere alle grandi manovre ad Olmütz (in Moravia); fu accolto con grande rispetto insieme agli ufficiali sotto il suo comando. Questa missione rivestì un particolare interesse per l'arrivo ad Olmütz dell’imperatore Nicola I di Russia proprio quando era già nell’aria la guerra di Crimea (1853-1856). Il generale tornò in Francia verso la fine di ottobre, e l'imperatore soddisfatto dei risultati conseguiti nella missione, il 3 novembre 1853 lo nominò generale di divisione.
Nel 1854, il generale de Goyon fu nominato comandante della divisione di cavalleria attiva a Lunéville, dove ebbe l'onore di ricevere Sua Maestà Napoleone III al suo ritorno dalle terme di Plombières, nell'agosto del 1856. L'imperatore, dopo aver assistito alle manovre e ispezionato la sistemazione del campo, gli impianti e le attrezzature, espresse la sua piena soddisfazione al comandante e alle truppe, elargendo numerose ricompense.

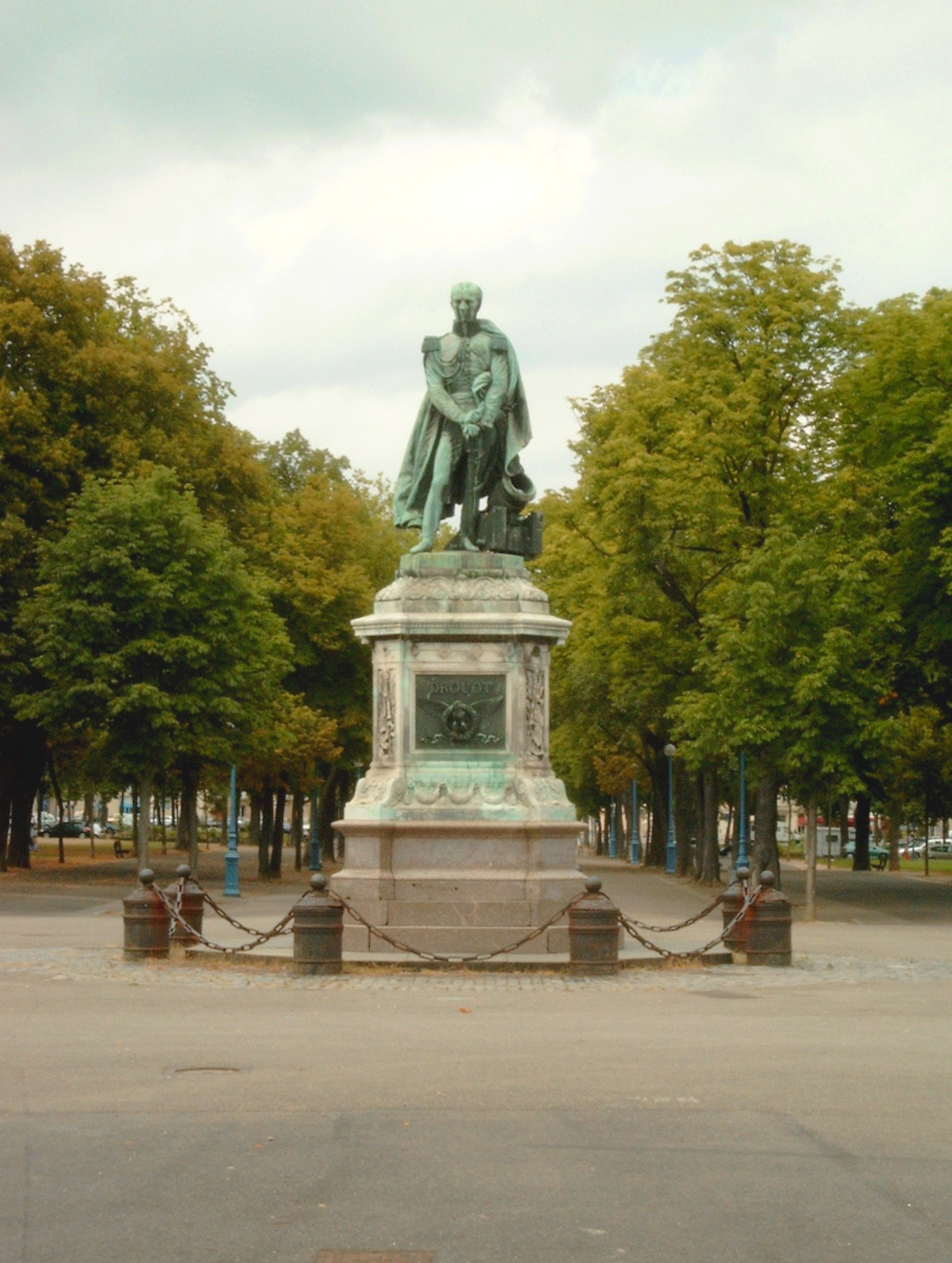
Statua del generale Drouot, corso Léopold a Nancy.

Durante questo comando il generale de Goyon fu chiamato all'onore di rappresentare l'imperatore, in occasione dell'inaugurazione della statua eretta dalla città di Nancy al suo grande cittadino, il generale Antoine Drouot, e in occasione del passaggio della S.A.I. Arciduca d'Austria Massimiliano I del Messico a Lunéville e Nancy. Per questo e in ricordo della sua missione in Austria, il Goyon fu insignito della croce di commendatore dell’ordine imperiale di Leopoldo.

## Corpo di spedizione a Roma
Il 5 ottobre 1856, sostituì il generale di Montréal, messo a riposo per limite di età, al comando della divisione impegnata nella occupazione di Roma (1856 - 28 maggio 1862). De Goyon interpretò tale missione come una costante manifestazione di rispetto e di devozione della Francia nei confronti del Sommo Pontefice, ottenendone la immediata e completa fiducia. Per questo motivo il 10 giugno 1857 ottenne la Gran Croce dell’Ordine di Pio IX.
Sotto il suo comando furono realizzate le nuove fortificazioni di Civitavecchia (1858 – 1859 interamente progettate ed edificate dall’esercito francese. Una targa di marmo bianco, fatta apporre dal Santo Padre in visita nel 1859, ne ricorda ai posteri i meriti dei soldati francesi.
I successi franco-piemontesi nella Seconda guerra d'indipendenza italiana provocarono grande eccitazione nello Stato Pontificio. I sudditi del Santo Padre avrebbero voluto rispondere all'appello fatto dai patrioti italiani e ci furono numerose manifestazioni ostili al governo papale e alla presenza a Roma dei soldati francesi che erano lì appunto per sostenere e far rispettare il Papa.
La posizione del generale Goyon era estremamente difficile, perché, come aiutante di campo dell'imperatore e come generale francese, poteva solo applaudire ai successi francesi in Italia, ma viceversa doveva smorzare gli entusiasmi del popolo per evitare che tali entusiasmi degenerassero in atti ostili al Papa o ai soldati francesi che lui poi sarebbe stato costretto a reprimere con la forza. A tal proposito ebbe frequenti dissapori con Francesco Saverio de Mérode, Ministro della guerra degli Stati di Papa Pio IX. Il suo atteggiamento equilibrato fu pienamente approvato a Parigi infatti l’8 agosto del 1858 fu promosso a Grande Ufficiale della Legion d'onore.
Il Senato romano, riconoscente, assegnò al generale Goyon, con voto unanime, e con l'approvazione del Santo Padre, in data 6 agosto nell'anno 2613 AUC (1859 dell'era cristiana), le lettere patenti della nobiltà romana di alto grado, iscrivendolo nel libro d'oro del Patriziato Romano. Il Papa fece di più: permise al Senato di estendere gli stessi onori a sua moglie ed ai loro figli.
L'imperatore, volendo ricompensarlo per i difficili e penosi servizi resi dopo il 1859, il 12 maggio 1860, insignì il generale de Goyon della Gran Croce dell'Ordine Imperiale della Legion d’onore .
Nel mese di luglio 1860 il generale de Goyon aveva ricevuto l'invito ad andare a Parigi, ma poté farlo solo più tardi. Prima di lasciare Roma, andò a rendere il suo devoto e rispettoso omaggio al Santo Padre che, pensando che non sarebbe più tornato, gli regalò il suo ritratto. Il governo francese ritenne che, considerando la riduzione degli effettivi (vedi: Zuavi pontifici), il comando della spedizione di Roma potesse essere assunto da un generale di brigata e quindi Goyon poteva riprendere il suo servizio di aiutante dell'imperatore. Il 10 settembre fu però convocato presso il ministero della guerra a Parigi dove fu invitato a riassumere il vecchio comando a Roma.
Il generale accettò con entusiasmo di tornare a servire una causa che gli era cara ed il 15 settembre, salpò da Tolone, portando con sé il 7º reggimento di linea, una batteria di artiglieria e uno squadrone del 4º Ussari. Il 18 sbarcò a Civitavecchia, andò subito a Roma in vaticano dove però trovò il Papa immerso nel più profondo dolore avendo appena ricevuto la notizia del disastro di Castelfidardo (18 settembre 1860).
Il generale cercò di tranquillizzare il Sommo Pontefice, ma si diede immediatamente da fare per porre rimedio alla minaccia dei piemontesi che occupavano l’intera provincia di Viterbo. Il 5 ottobre, dietro suo ordine, arrivò a Civitavecchia la seconda divisione, sbarcata, si diresse a Roma dove giunse il 9 proseguendo immediatamente divisa in due colonne, l’una diretta a Viterbo e l’altra a Velletri.
I piemontesi furono costretti a ritirarsi davanti alle truppe francesi, che venivano in aiuto delle truppe pontificie. La situazione era delicata: non era opportuno un drastico coinvolgimento dell’esercito francese, né tantomeno una sua sconfitta. Era necessario mantenere un atteggiamento energico, ma agire con prudenza.
A queste difficoltà se ne aggiunse un’altra, quella della pressione sul territorio papale dell'esercito napoletano reduce della Battaglia del Garigliano (1860). L’esercito francese prese sotto la sua egida questo esercito, sconfitto, ma ancora forte di 15 000 - 17 000 uomini perfettamente armati, con 40 cannoni, proteggendolo dagli attacchi provenienti da terra e dal mare. Il re Francesco II delle Due Sicilie, toccato dalla cura profusa dall'esercito francese nei confronti dei suoi sfortunati soldati, inviò al generale Goyon la Gran Croce dell’Insigne e reale ordine di San Gennaro.
Nel mese di ottobre 1861 il generale Goyon fu richiamato a Parigi, dove l'Imperatore, per rendere meno gravoso il suo impegno, il 6 novembre lo promosse comandante in capo della forza di occupazione assegnandogli un altro generale di divisione. Tornato a Roma, dove ebbe i complimenti del Papa per la promozione, riprese le sue funzioni che continuarono forse con minore difficoltà, dal momento che tutto ciò che poteva essere fatto sotto il profilo militare era già stato realizzato ed ora si trattava solo di conservare i risultati raggiunti. Giunse l'anno 1862 e, con esso, la crisi iniziata il 3 marzo con l’insediamento del governo Rattazzi e destinata a durare diversi mesi.

## Nel Senato Imperiale
L'imperatore, preso atto del beneplacito del senato, lo elevò con decreto del 25 maggio alla dignità di senatore. Il 28 maggio entrò per sorteggio a far parte del primo ufficio, e ne fu immediatamente nominato presidente, carica che egli accettò di buon grado anche perché era una implicita approvazione del suo operato a Roma. Il Senato fece di più nominandolo uno dei suoi vice-segretari. Nel senato, il conte de Goyon si schierò con i bonapartisti cattolici.
Chiamato a comandare, il 2 marzo 1867, il 6º Corpo d’armata di stanza a Tolosa, l’anno successivo, novembre 1868, fu posto in congedo per raggiunti limiti di età, nonostante lui avesse rivendicato il diritto di restare in servizio attivo per aver rivestito a Roma il ruolo di comandante in capo.

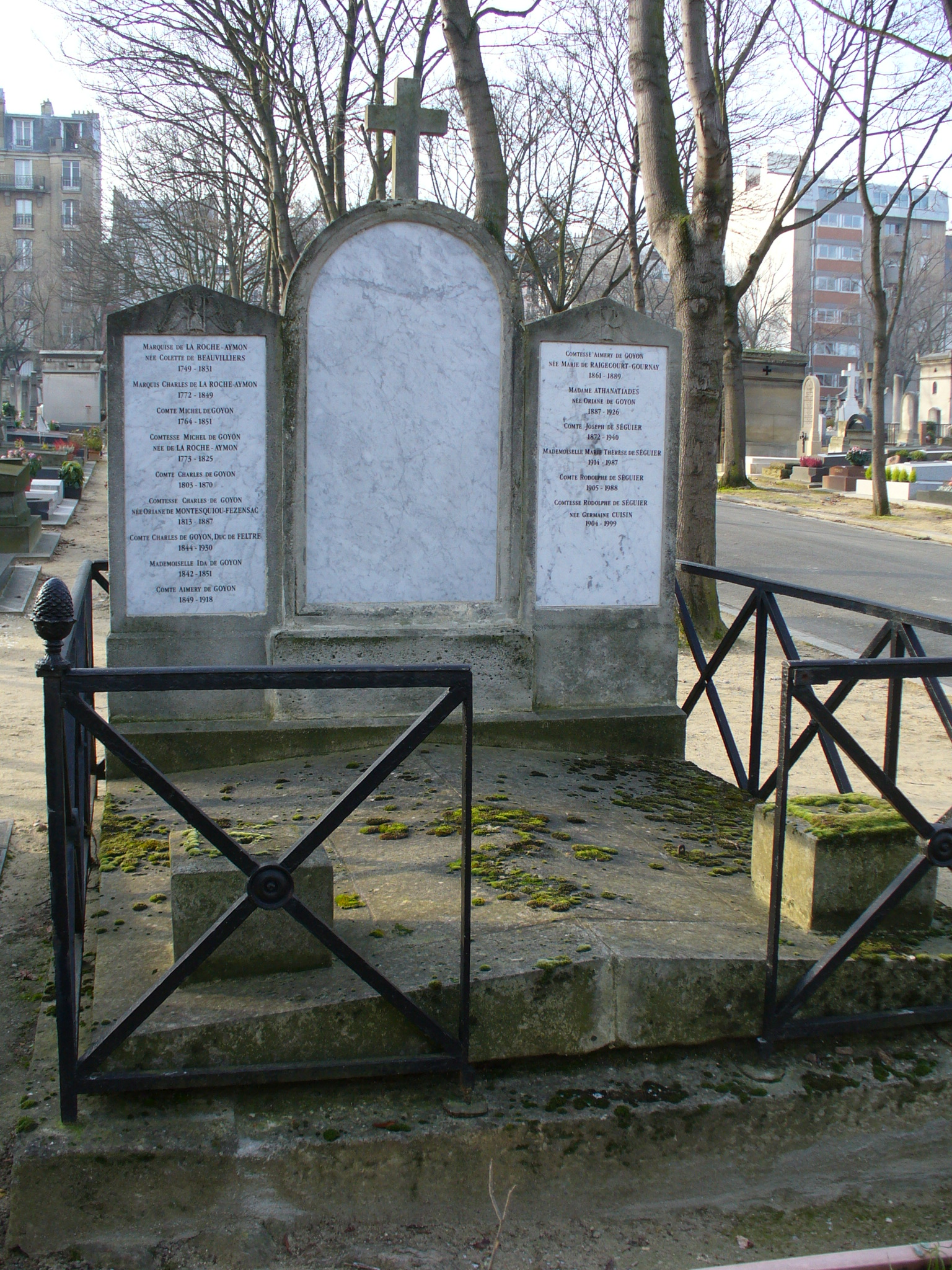
Tomba di La Roche-Aymon / Goyon (Cimitero di Montparnasse, division 1)

Dal 1869 al 1870 diresse la Società di Soccorso ai soldati feriti (S.S.B.M.), diventata dal 1940 la Croce Rossa francese.
Morto a Parigi il 17 maggio 1870, fu sepolto con i suoi genitori nel cimitero di Montparnasse, Divisione 1.

## Titoli
- 2º Visconte de Goyon (Confermato nel titolo e nella sua trasmissibilità dal Decreto Ministeriale del 12 ottobre 1852)[3];
- 1º Conte de Goyon (Confermato nel titolo e nella sua trasmissibilità il 17 settembre 1865)

## Onorificenze

### Onorificenze estere
- Sovrano militare ordine di Malta[4][5];